# Listă cu variante de șah
- Chaturanga
- Shatranj
- Shogi (șah japonez)
- Janggi⁠(en)[traduceți] (șah coreean)
- Xiangqi (șah chinezesc)
- Sittuyin⁠(en)[traduceți] (șah birmanez)
- Hexapion⁠(en)[traduceți]
- Șah atomic
- Șah hexagonal